# Garantie décès
La garantie décès est, en France, la prestation financière versée aux proches d'une personne décédée, par la Sécurité sociale et sous certaines conditions. Les institutions de retraite complémentaire et les organismes assureurs complémentaires tels que institutions de prévoyance, mutuelles et sociétés d'assurance peuvent également verser des prestations liées au décès. Ces prestations complémentaires couvrent plus largement le risque. Elles prennent en compte toutes les situations de lien familial et prévoient des rentes d'éducation pour les orphelins. Il existe trois types de prestations financières liées au décès : le capital décès, la pension de réversion et la rente.

## Les prestations de la Sécurité Sociale

### Le capital décès
Le capital décès versé par la Sécurité sociale est destiné à permettre aux proches de faire face aux frais immédiats occasionnés par le décès (notamment les frais d'obsèques).
Le versement d’un capital est prévu dans le cas du décès d’une personne considérée comme relevant du régime de la Sécurité sociale, à savoir :
- un salarié
- un chômeur indemnisé ou en fin d’indemnisation depuis moins d’un an
- une personne titulaire d’une pension d’invalidité ou d’une rente accident de travail
- une personne en situation de maintien de droits.

#### Les bénéficiaires
Le capital est versé par les caisses primaires d'assurance maladie (CPAM) en priorité aux personnes qui étaient, au jour du décès, à la charge effective, totale et permanente de la personne décédée. 
Sinon, la prestation est versée par ordre de priorité :
- à l'époux (se) même séparé ou au (à la) partenaire d’un pacte civil de solidarité (PACS)
- à défaut aux enfants
- à défaut aux ascendants.

#### Le montant
Depuis le 1er janvier 2015, il est égal à un montant forfaitaire fixé par décret et revalorisé chaque année. Au 1er janvier 2019, ce montant est de 3 461 euros.

### La pension de réversion
La pension de réversion versée par la Sécurité Sociale correspond à la part de la retraite qu'aurait touché la personne décédée qui revient à son conjoint.

#### Les conditions
Cette prestation est liée à la situation matrimoniale, à l'âge et aux ressources du conjoint survivant.
Pour y prétendre, il faut donc être conjoint ou ex-conjoint d’une personne touchant au moment de son décès une retraite de la Sécurité Sociale ou qui était susceptible de l’obtenir. Aucune pension n’est prévue pour les concubins et pacsés. Il faut également être âgé de 55 ans. Si le conjoint est décédé avant le 1er janvier 2009, la limite d'âge est fixée à 51 ans pour le conjoint survivant.
La Sécurité Sociale prend en compte les ressources trimestrielles du conjoint survivant. Si celui-ci s’est remarié, pacsé ou mis en concubinage, ce sont les ressources du ménage qui seront prises en compte. En 2010, pour obtenir une pension de réversion le plafond trimestriel de ressources pour une personne seule était de 4 607,20 € et pour un ménage de 7 371,52 €.

#### Le montant
La pension est normalement égale à 54 % de la retraite de la Sécurité sociale que percevait ou aurait dû percevoir le conjoint décédé. Elle ne peut être inférieure à 266,15 € par mois, à condition que l'assuré décédé ait acquis au moins 60 trimestres d'assurance. Sinon, une réduction du montant minimum est appliqué.
La pension de réversion est susceptible d’être majorée en fonction des enfants. Si le conjoint survivant a eu ou élevé au moins trois enfants, sa pension est augmentée de 10 %. 
À noter : Si au décès d’une personne, il y a plusieurs bénéficiaires possibles (un conjoint et un ex-conjoint par exemple, la pension de réversion est partagée entre eux au prorata de la durée de mariage).

### L’allocation de veuvage

#### Les bénéficiaires
L’allocation veuvage est attribuée au conjoint survivant âgé de moins de 55 ans (51 ans si le conjoint est décédé avant le 1er janvier 2009). Elle est versée par la Caisse nationale d’assurance vieillesse (CNAV) sous condition de ressources, de résidence et de statut matrimonial.

#### Le montant
- Son montant mensuel est de 594, 41 € au 1er avril 2012.
- Elle peut être réduite en fonction de ses ressources.
- Elle est versée tant que le bénéficiaire remplit les conditions, et au maximum pendant les deux années qui suivent le décès.

## Les prestations des institutions de retraite complémentaire
La retraite complémentaire des salariés AGIRC ARRCO prévoit un système de pension de réversion permettant à un conjoint survivant de bénéficier d’une partie des droits de la personne décédée.

### Les conditions
La pension de réversion est réservée aux conjoints et ex-conjoints. Les concubins et pacsés n'en bénéficient pas. Il n’y a pas de conditions de ressources seulement une condition d’âge. Le conjoint survivant doit avoir 55 ans pour obtenir la pension de réversion de l'ARRCO et 60 ans pour obtenir celle de l'AGIRC. S’il existe un conjoint et un (des) ex-conjoint (s) survivant(s) la pension est partagée entre eux au prorata des années de mariage.
La pension de réversion est versée sans condition d'âge si le conjoint survivant a deux enfants à charge au moment du décès, même s'il n'existe aucun lien de parenté entre les enfants et la personne décédée.

### Le montant
La pension de réversion est égale à 60 % de la retraite complémentaire que percevait ou aurait dû percevoir le conjoint décédé. Elle peut être majorée en fonction du nombre d’enfants à charge et/ou élevés.

## Les prestations des organismes complémentaires
C’est principalement dans le cadre de contrat collectif de prévoyance que sont prévues des prestations en cas de décès : capital décès, rente de conjoint et/ou d’orphelin, rente d’éducation.

### Le capital décès
Son montant correspond en général à un pourcentage du dernier salaire annuel de l’assuré décédé. Ce taux peut-être de 100 % ou plus. Le contrat prévoit souvent des garanties annexes comme le doublement en cas de décès accidentel, le doublement du capital en cas de décès du conjoint survivant, l’existence d’un capital en cas de décès d’un membre de la famille, des majorations pour enfant à charge voire une prise en charge des frais d’obsèques.
Le capital décès est versé à la ou aux personnes que l'assuré décédé avait préalablement désigné. Ce dispositif permet donc d’assurer un partenaire de PACS ou un concubin. En l’absence de désignation, le capital est versé en priorité au conjoint ou à défaut aux enfants, puis aux ascendants.

### La rente de conjoint et d’orphelin
Cette rente peut prendre deux formes :
- une rente versée à vie (viagère) qui complète les droits effectivement acquis par le salarié avant son décès par ceux qu'il aurait dû obtenir au terme de sa carrière
- une rente temporaire ou rente relais versée dans l'attente de la pension de réversion des régimes de retraite complémentaire. Cette rente est fonction des droits réels acquis par le salarié.

Le contrat peut prévoir le cumul de ces deux rentes. 
Le montant de ces rentes est calculé soit en fonction des droits de réversion acquis par l'assuré décédé auprès des régimes de retraite complémentaire AGIRC et ARRCO soit en fonction de son dernier salaire. La rente temporaire cesse d’être versée dès que le conjoint survivant bénéficie de ses droits à réversion auprès des régimes de base et complémentaires.
Les rentes de conjoint et d'orphelin sont versées au conjoint survivant non remarié. Si celui-ci décède, elles sont alors versées aux enfants à charge.

### La rente d’éducation
Son objet est d’assurer une rente aux enfants à charge d’un salarié décédé. Son montant est généralement calculé en fonction du dernier salaire de l'assuré décédé auquel on applique un pourcentage qui peut varier en fonction de l’âge de(s) l'enfant(s). Elle est versée jusqu’à 26 ans en cas de poursuite d’étude et est servie à vie aux enfants invalides ou handicapés.

### Le cas particulier des cadres
L’entreprise employant des cadres doit obligatoirement verser une cotisation minimale de 1,5 % du Plafond annuel de la Sécurité Sociale pour une garantie couvrant le risque décès (capital ou rente). Cette obligation a été fixée par l’article 7 de la convention collective nationale de retraite et de prévoyance des cadres du 14 mars 1947.